# Macclesfield

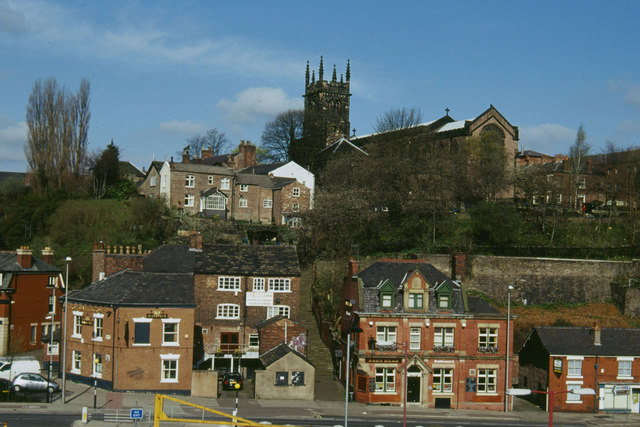
Macclesfield

Macclesfield é uma pequena cidade britânica, localizada no condado de Cheshire, na Inglaterra. Sua população, em 2001 era de 50.688 habitantes.